# هونگ سونگ مو
هونگ سونگ-مو (به کره‌ای: 홍승무، متولد ۱ ژانویه ۱۹۴۲) دانشمند تسلیحات هسته‌ای کره شمالی و از مقامات حزب کارگران کره (WPK) است که با برنامه‌های فضایی و سلاح‌های کشتار جمعی کره شمالی کار می‌کند. او معاون بخش صنعت ماشین‌آلات‌سازی (MBID) است و نقش مهمی در برنامه تسلیحات هسته‌ای این کشور ایفا می‌کند.
هونگ پس‌از مرگ کیم جونگ ایل در سال ۲۰۱۱ و جانشینی کیم جونگ اون به شهرت رسید و پس‌از آن بر آزمایش‌های تسلیحاتی مختلف ازجمله آزمایش‌های هسته‌ای کره شمالی در سال ۲۰۱۳ و ژانویه ۲۰۱۶ نظارت داشت. مشارکت هونگ در توسعه تسلیحات، او را در لیست تحریم‌های بین‌المللی قرار داده است.

## پیشه
هونگ در ۱ ژانویه ۱۹۴۲ به دنیا آمد. او در اروپای مرکزی و شرقی و احتمالاً در اتحاد جماهیر شوروی نیز تحصیل کرده است.
وی نقش مهمی در برنامه‌های فضایی کره شمالی و سلاح‌های کشتار جمعی کره شمالی دارد. درحالی که مسئولیت هونگ شامل جنگ‌افزار متعارف است، کار او به‌طور خاص بر برنامه تسلیحات هسته‌ای متمرکز است.
هونگ قبلاً مهندس ارشد مرکز علمی و تحقیقات اتمی یونگ‌بیون بود. درحال‌حاضر او معاون بخش صنعت ماشین‌آلات‌سازی حزب (MBID) است. که از اواسط دهه ۲۰۰۰ در آنجا کار کرده است. از سال ۲۰۱۰، او مرد شماره دو پاک تو-چون، دبیر حزب کارگران کره (WPK) بوده است. سوابق هونگ به‌جای توسعه و تحقیق در تولید است، برخلاف مافوق او در حزب MBID، جو کیو-چانگ.

## فعالیت‌ها
کار هونگ پس‌از مرگ کیم جونگ ایل، رهبر کره شمالی در سال ۲۰۱۱ و جانشینی کیم جونگ اون به‌طور جدی آغاز شد. هونگ در لیست کمیته تشییع جنازه کیم جونگ ایل شماره ۱۲۶ بود. از سال ۲۰۱۲، او کیم را به مناسبت پرتاب‌های آزمایشی موشک‌های مختلف و در تورهای راهنمایی در محل از ابتدای سال ۲۰۱۳ همراهی کرده است. تا تاریخ ۲۰۱۳، هونگ یکی از اعضای جایگزین کمیته مرکزی حزب کارگران کره بود.
هونگ نقش مهمی در نظارت بر آزمایش‌های هسته‌ای کره شمالی در سال ۲۰۱۳ و ژانویه ۲۰۱۶ داشت. او در رسانه‌های کره شمالی در ارتباط با آن آزمایش‌ها، پرتاب ماهواره کوان میان سانگ ۳ (Kwangmyŏngsŏng-3) در دسامبر ۲۰۱۲ و آزمایش هسته‌ای این کشور در سال ۲۰۱۷ ظاهر شد.
هونگ و همکارش در برنامه تسلیحات هسته‌ای کره شمالی، ری هونگ-سوپ، به‌عنوان «دو نفر هسته‌ای» کره شمالی شناخته می‌شوند. این دو نفر اولین کسانی بودند که برای موفقیت در آزمایش ژانویه ۲۰۱۶ از کیم جونگ اون مدال دریافت کردند. نقش هونگ در برنامه هسته‌ای او را در زمان ایجاد تحریم‌ها علیه کره شمالی، در فهرست تحریم‌های سازمان ملل، ایالات متحده و کره جنوبی قرار داد. اتحادیه اروپا نیز هونگ را به فهرست افراد و نهادهای مسئول در برنامه‌های مرتبط با سلاح‌های هسته‌ای، موشک‌های بالستیک یا سایر برنامه‌های مرتبط با کشتار جمعی کره شمالی یا اشخاص یا نهادهایی که ازطرف آنها یا به دستور آنها عمل می‌کنند، اضافه کرده است.

## نظرات
به گفته پروفسور یانگ مو-جین از دانشگاه مطالعات کره شمالی در سئول، هونگ «به‌عنوان یک مقام ارشد حزبی در برنامه توسعه هسته‌ای پیشرو است». مایکل مدن، نظریه‌پرداز و کارشناس کره شمالی، هونگ را بخشی از آخرین نسل از «مقامات سطح بالا که در دنیای کمونیستی قدیم تحصیل کرده‌اند» می‌خواند.